# Cepeleuți, Edineț
Cepeleuți este satul de reședință al comunei cu același nume  din raionul Edineț, Republica Moldova.

## Istorie
La 1431, în ziua de 15 iunie, printr-un zapis de curte, „Alexandru voievod, domnul Moldovei, întărește lui pan Cupcici, vornicul, un rând de sate”, printre care figurează și satul Cepeleuți:
„Din mila lui Dumnezeu, noi, Alexandru voievod, domn al Țării Moldovei. Facem cunoscut, cu această carte a noastră, celor care o vor vedea sau o vor auzi citindu-se, că această adevărată slugă și boier al nostru credincios, pan Cupcici vornic, ne-a slujit cu dreaptă și credincioasă slujbă. De aceea, noi, văzând dreapta și credincioasa lui slujbă către noi, i-am miluit cu deosebita noastră milă și i-am dat și i-am întărit vislujenia lui, satele, în țara noastră, anume: Hențăuți, pe Siret, și Grigorăuți, mai sus de Dragan, și Camena, pe Siret, pe care i l-a dat fiica lui Miclou, și satul Șepelăuților, pe care l-a schimbat pentru Dobrinăuți, ...

...

Iar pentru mai mare întărire a tuturor celor mai sus-scrise, am poruncit slugii noastre credincioase, Neagoe logofăt, să serie și să atârne pecetea noastră la această carte a noastră.

La Suceava, în anul 6939 <1431> iunie 15.”
În 1930 se afla în plasa Briceni, județul Hotin.

## Demografie

### Structura etnică
Structura etnică a satului conform recensământului populației din 2004:
| Grup etnic         | Populație | % Procentaj |
| ------------------ | --------- | ----------- |
| Moldoveni / Români | 1135      | 95,37%      |
| Ucraineni          | 47        | 3,95%       |
| Ruși               | 6         | 0,5%        |
| Alții              | 2         | 0,17%       |
| Total              | 1190      | 100%        |

## Personalități
- Victor Teleucă, scriitor
- Nicolai Lupan, disident anticomunist, comentator politic
- Gheorghe Ciocoi
- Ion Morei, politician, ex-ministru al justiției din Republica Moldova